# Isiboroa
Genre
Isiboroa est un genre d'araignées mygalomorphes de la famille des Theraphosidae.

## Distribution
Les espèces de ce genre se rencontrent au Pérou et en Bolivie.

## Liste des espèces
Selon World Spider Catalog (version 25.0, 11/02/2024) :
- Isiboroa hamelae Gabriel, Sherwood & Pérez-Miles, 2023
- Isiboroa sacsayhuaman (Ferretti, Ochoa & Chaparro, 2016)

## Systématique et taxinomie
Ce genre a été décrit par Gabriel, Sherwood et Pérez-Miles en 2023 dans les Theraphosidae.

## Publication originale
- Gabriel, Sherwood & Pérez-Miles, 2023 : « Four new species and two new genera of theraphosid spider from Bolivia (Araneae: Theraphosidae). » Arachnology, vol. 19, no 6, p. 944-951.